# 锡瓦斯凯
锡瓦斯凯（羅馬化：Syvaske），亦译为锡瓦什斯科耶（羅馬化：Sivashskoye），是烏克蘭南部赫爾松州海尼切斯克區新特罗伊茨凯市镇内的市級鎮。分別距離新特羅伊茨凱18公里和州首府赫爾松180公里，始建於1816年，面積247平方公里，2011年人口4,610，人口密度每平方公里18.66人。